# Muğlalı-Vorfall
Der Muğlalı-Vorfall bezeichnet die Erschießung von 33 möglichen kurdischen Schmugglern am 28. Juli 1943 auf Befehl des Befehlshaber der Türkischen 3. Armee General Mustafa Muğlalı in Özalp (Provinz Van). Der Befehl wurde ohne vorherige Verhandlung gegeben. Von den 33 Männern überlebte nur einer.
Die mit dem Zweiten Weltkrieg einhergehende Lebensmittelknappheit in der Türkei führte zu verstärktem Schmuggel an der türkisch-iranischen Grenze. Zwischen einheimischen Stämmen und Sicherheitskräften kam es daher vermehrt zu Konflikten. Im Juli 1943 schmuggelte der Stamm der Milan, der auf beiden Seiten der Grenze lebt, große Viehherden über die Grenze. Die benachrichtigte Armee konnte dies nicht verhindern und nahm daraufhin 40 Stammesmitglieder aus dem Dorf Koçkıran in Özalp fest. Obwohl das Gericht nur gegen fünf Männer Haftbefehl erließ, wurden die übrigen auf Befehl von General Muğlalı für eine Befragung an die Armee ausgeliefert. Die 33 Männer wurden dann in der Nähe der Grenze erschossen. In einem vorher schon geplanten Protokoll wurde vermerkt, dass die Männer auf der Flucht erschossen worden seien. Obwohl der einzige Überlebende die Behörden benachrichtigt hatte, gab es keine Konsequenzen.
Mit dem Einzug der Demokrat Parti ins türkische Parlament wurde der Fall erneut aufgerollt. Auf Antrag der Demokrat Parti wurde ein Verfahren gegen die verantwortlichen Zivilisten und Militärs eingeleitet. Am 2. März 1950 wurde General Muğlalı wegen seines Tötungsbefehls zum Tode verurteilt. Aufgrund seines hohen Alters und mildernder Umstände wurde die Strafe in 20 Jahre Haft umgewandelt. Später wurde das Urteil durch den Militärkassationshof aufgehoben. Bevor der Fall nochmals verhandelt werden konnte, verstarb Muğlalı am 11. Dezember 1951 im Alter von 71 Jahren im Gefängnis.
Nach dem Pogrom von Istanbul 1955 beschuldigte die Cumhuriyet Halk Partisi die regierende Demokrat Parti des Separatismus. Als Reaktion wurde der Muğlalı-Vorfall erneut im Parlament diskutiert. Diesmal sollten sogar die damaligen Abgeordneten der CHP und İsmet İnönü, der damals Präsident war, angeklagt werden. 1943 herrschte das Einparteiensystem. Am 12. und 25. Februar 1956 wurde das Thema im Parlament behandelt, der Fall wurde jedoch unter anderem wegen Verjährung abgeschlossen.

## Politische Diskussionen
Nach dem Militärputsch von 1960 gegen die Demokrat Parti beurteilte das Mitglied des Komitees der Nationalen Einheit Major Orhan Erkanlı den Vorfall wie folgt:

„Anstatt, dass die Demokratische Partei Rache für das vergossene Blut der Söhne der Armee, die in den immer währenden Kämpfen mit Banditen starben, verlangt, zog sie es vor für ihre eigene politische Zwecke einen großen Kommandanten wie Muğlalı, der nach Kâzım Karabekir wieder für Ruhe und Ordnung im Osten sorgte, vor Gericht zu bringen. Sehr wohl wusste die damalige Regierung und İnönü von diesem Vorfall. Doch der Held Muğlalı folgte den ewigen Regeln des Soldatentums und des Führens, dass ein Kommandeur für alles was geschieht und nicht geschieht verantwortlich ist, und nahm die Schuld auf sich und wurde infolgedessen zum Tode verurteilt.“

## Sonstiges
Der Vorfall wurde später in der Literatur und Musik verarbeitet. So schrieb der Dichter Ahmed Arif ein Werk namens 33 Kurşun (dt.: 33 Kugeln).
In Özalp wurde im Mai 2004 eine Grenzkaserne nach General Muğlalı benannt. Im August 2009 äußerte Staatsminister Hüseyin Çelik, dass der Name der Kaserne aufgrund des Vorfalles geändert werden sollte. Im November 2011 wurde dann der Name durch die Armee abgeändert.
General Muğlalı war auch Vorsitzender des Unabhängigkeitsgerichts, dass nach dem Kubilay-Ereignis 1930 in Menemen in Izmir aufgestellt wurde.

## Weiterführende Literatur
- Ahmed Arif: Hasretinden Prangalar Eskittim. Cem Yay İstanbul 2001
- Orhan Türkdoğan: Güneydoğu Kimliği. Alfa Yay., 1998
- Kenan Esengin: Orgeneral Muğlalı Olayı' ve 33 Kişinin Ölümü. Yenilik Basımevi, İstanbul 1974
- Kazim Karabekir: Kürt Meselesi. Emre Yay, 1995